# The Bends
The Bends er Radioheads andet studiealbum, og det album som vakte interesse for bandet samt understregede at gruppen var mere end bare et døgnflueband. Hidtil havde bandet nemlig kun haft en enkelt hitsingle i nummeret Creep fra deres debutalbum Pablo Honey.

## Indhold
1. Planet Telex
2. The Bends
3. High and Dry
4. Fake Plastic Trees
5. Bones
6. Nice Dream
7. Just
8. My Iron Lung
9. Bullet Proof... I Wish I Was
10. Black Star
11. Sulk
12. Street Spirit (Fade Out)